# Bieda

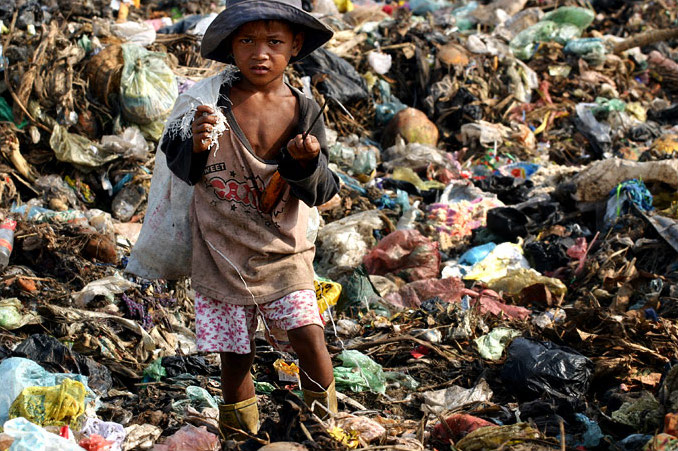
Wysypisko śmieci w Kambodży (2006)

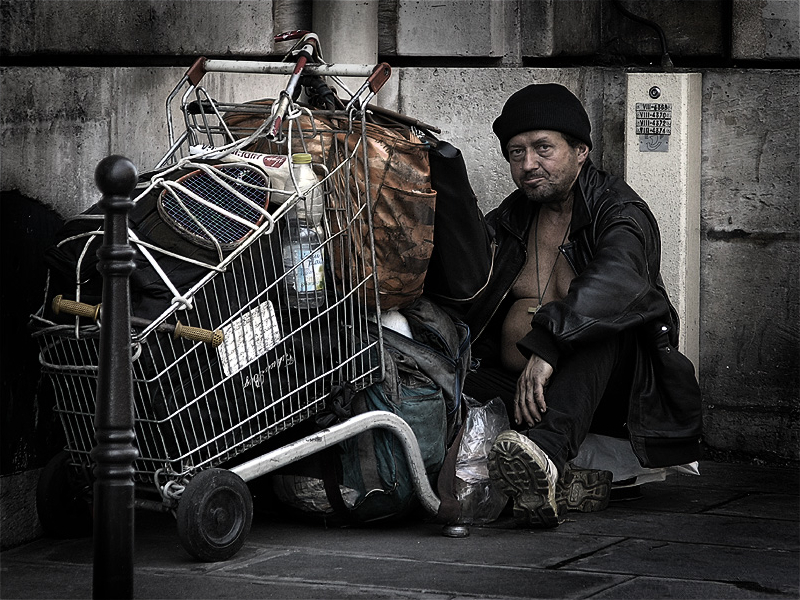
Bezdomny w Paryżu (2005)

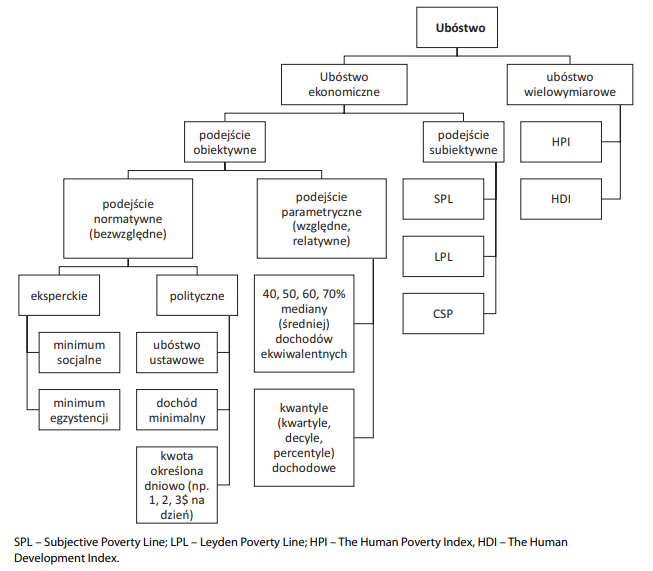
Linie ubóstwa

Bieda, ubóstwo – pojęcie ekonomiczne i socjologiczne opisujące stały brak dostatecznych środków materialnych dla zaspokojenia potrzeb jednostki, w szczególności w zakresie jedzenia, schronienia, ubrania, transportu oraz podstawowych potrzeb kulturalnych i społecznych. Ubóstwo stanowi zagrożenie dla realizacji celów lub zadań życiowych.
Wyróżnia się kilka kategorii ubóstwa:
- ubóstwo absolutne
- ubóstwo względne
- ubóstwo subiektywne
- ubóstwo ustawowe (w rozumieniu ustawy o pomocy społecznej).

## Definicje ubóstwa
Ze względu na brak jednolitej definicji biedy zarówno w Polsce, jak i na świecie, oraz często trudno wymierną, subiektywną ocenę biedy, różni autorzy starają się tę wieloaspektową kwestię ująć jak najpełniej:
Webster’s New Encyclopedic DictionaryUbóstwo to niemożność osiągnięcia minimalnego standardu życiowego.
H. ZandlerUbóstwo to specyficzna indywidualna sytuacja niedoboru lub swoisty fenomen, wprawdzie relatywnie jednorodnych, ale zarazem zmarginalizowanych grup społecznych.
Georg SimmelKtoś staje się biedny w sensie społecznym dopiero wtedy, gdy udziela mu się pomocy. Bieda to nie wynik niedostatku, lecz wynik otrzymywania wsparcia lub zgodne z normami społecznymi uprawnienie do otrzymywania wsparcia.
Amartya SenRozumie on ubóstwo nie jako brak dochodów, ale jako niezdolność do pełnowartościowego życia, spowodowaną niedostatkiem środków ekonomicznych.
Peter TownsendZdefiniował on szersze pojęcie ubóstwa nie jako kwestię przetrwania, ale jako niezdolność do uczestnictwa w zwykłych aktywnościach, które składają się na normalne życie społeczności, i do życia na poziomie w danej społeczności przeciętnym.
Sławomir Kalinowski, Aleksandra Łuczak
Badacze ci redefiniują zagadnienie w poniższy sposób:
Ubóstwo jest zagadnieniem szerszym niż bieda, ponieważ odnosi się do stanu braku, niedostatku czegoś. Może dotyczyć nie tylko braku środków finansowych i materialnych, ale także braku wykształcenia, dostępu do kultury, władzy, szacunku czy godności. Ubóstwo może obejmować różne aspekty życia, takie jak zdrowie, edukację, kulturę, mieszkanie i relacje społeczne. Biedę należałoby zaś traktować wyłącznie w wymiarach braku wystarczających środków pieniężnych, co jest wąskim rozumieniem tego zagadnienia.
Ubóstwo można podzielić na:
- marginalne, powstałe w efekcie zindywidualizowanych sytuacji życiowych, takich jak wielodzietność, alkoholizm, zaawansowany wiek, niepełnosprawność, zamieszkiwanie w enklawach biedy i inne. Wskaźnikami tego rodzaju ubóstwa są m.in. niedożywienie, dezorganizacja życia rodzinnego, obniżenie warunków mieszkaniowych, niskie wykształcenie i kwalifikacje zawodowe (ewentualnie ich brak), a także alkoholizm również jako skutek,
- ubóstwo masowe, mające charakter strukturalny i utrwalony, obejmujący całe gospodarstwo domowe o dochodach niewiele przekraczających minimum socjalne[5].

Socjolog Władysław Misiak wyróżnił w 1999 dwa rodzaje ubóstwa: jawne i ukryte. Jawne jest rejestrowane przez oficjalne statystyki, a ukryte polega na nieujawnianiu nierejestrowanych źródeł dochodu. W obu przypadkach ograniczeniom podlega konsumpcja.

## Działania na rzecz ograniczenia sfery ubóstwa
Ubóstwo jest powszechnie występującym zjawiskiem społecznym. Problem ten dotyczy wszystkich państw na całym świecie, bez względu na ustrój polityczny państwa, położenie geograficzne czy poziom rozwoju danego społeczeństwa. Nie istnieją żadne rozwiązania prawne czy faktyczne, które sprawiłyby, żeby problem całkowicie zniknął, jednak zwalczanie ubóstwa weszło na stałe do programów władzy na wszystkich szczeblach. Jest to obecnie ogólny cel polityczny. Są podejmowane działania międzynarodowe, a nawet globalne na rzecz ograniczenia sfery ubóstwa.

### Globalny program zwalczania ubóstwa
Został zapoczątkowany przez ogólnoświatowy program rozwoju ludzkiego zwanego Milenijne Cele Rozwoju. Jednym z głównych celów programu było zwalczanie skrajnego ubóstwa i głodu na świecie. Skupiał się na dwóch zadaniach:
- Zmniejszeniu o połowę liczby ludności, której dochód nie przekracza 1 dolara USA dziennie (minimum egzystencji),
- Radykalnym poprawieniu warunków życia przynajmniej miliarda ludzi żyjących w biednych krajach rozwijających się.

Zadania te miały zostać zrealizowane w okresie 2001-2015. Program skonstruowany został na podstawie programów przygotowanych na przestrzeni lat, między innymi przez ONZ w latach 90. Zostały w nim zawarte poprawki i nowe idee dotyczące między innymi zmierzenia się z globalizacją, rewolucją informatyczną i nowymi technologiami. Zakres programu był w pełni globalny. Postępy rozwoju były monitorowane przez coroczne raporty.

#### Podsumowanie projektu
W Raporcie o Milenijnych Celach Rozwoju na rok 2015 wykazano, że wysiłki podejmowane od 15 lat w celu osiągnięcia ośmiu ambitnych celów (między innymi ograniczenie umieralności dzieci, wyeliminowanie skrajnego ubóstwa i głód, zapewnienie powszechnego nauczania na poziomie podstawowym) wyznaczonych w Deklaracji Milenijnej w 2001 r. przyniosły w dużej mierze pozytywne rezultaty na całym świecie. Przedstawione w raporcie dane wraz z analizą dowodzą, że dzięki celowym interwencjom, solidnym strategiom, odpowiednim zasobom i woli politycznej można poczynić postępy nawet w najuboższych regionach. Zaledwie dwadzieścia lat temu prawie połowa krajów rozwijających się doświadczała skrajnego ubóstwa. Liczba osób, które obecnie żyją w skrajnym ubóstwie, zmniejszyła się o ponad połowę z poziomu 1,9 miliarda w 1990 r. do 836 milionów w 2015 r. Wskazuje się na to, że na całym świecie 2,1 miliarda ludzi uzyskało dostęp do odpowiednich urządzeń sanitarnych. Od 2000 do 2014 r. kraje rozwinięte zwiększyły skalę oficjalnej pomocy rozwojowej o 66 procent w ujęciu realnym, osiągając wysokość 135,2 miliarda USD.
Większości celów nie udało się w pełni osiągnąć, międzynarodowa mobilizacja na rzecz ich realizacji pozwoliła poprawić warunki życia setek milionów ludzi na całym świecie. Dane dotyczące wykonania założeń z 2001 roku przedstawia dokument z realizacji celów.
Milenijne Cele Rozwoju stanowiły dobry punkt wyjścia dla stworzenia nowej agendy rozwojowej ONZ i Celów Zrównoważonego Rozwoju, które zostały ogłoszone we wrześniu 2015 r. podczas specjalnej konferencji ONZ.

### Agenda na rzecz zrównoważonego rozwoju 2030
Światowi przywódcy przyjęli dokument „Przekształcanie naszego świata: Agenda na Rzecz Zrównoważonego Rozwoju – 2030” na szczycie Agendy Zrównoważonego Rozwoju 2030 w dniu 25 września 2015 r., w siedzibie głównej ONZ (Nowy Jork). Wzięło w nim udział ponad 100 głów państw, szefów rządów, przedstawicieli biznesu, społeczeństwa obywatelskiego i religijnego. Polska została reprezentowana przez prezydenta Andrzeja Dudę. Koordynacyjną rolę w realizacji założeń globalnej agendy rozwojowej przez Polskę objęło Ministerstwo Rozwoju.
Agenda 2030 to uniwersalne ramy przeznaczone dla wszystkich krajów, których celem jest pomoc w eliminacji ubóstwa i osiągnięciu zrównoważonego rozwoju do 2030 r. Nowe Cele Zrównoważonego Rozwoju wychodzą poza obszary Milenijnych Celów Rozwoju i obejmują również między innymi kwestie dostępu do energii, dobrego rządzenia, jak również zrównoważonej produkcji i konsumpcji. Agenda zawiera zestaw 17 celów obejmujących szeroki zakres wyzwań, takich jak ubóstwo, głód, zdrowie, edukacja, równość płci, zmiany klimatu, zrównoważony rozwój, pokój, sprawiedliwość społeczna.
Wizja rozwoju świata nakreślona w Agendzie 2030 skoncentrowana jest na pięciu wielkich zmianach transformacyjnych, określonych jako zasada 5P:
- Ludzie (People) - skupia się na docieraniu do grup wykluczonych, tworzeniu warunków i możliwości korzystania z powszechnych praw człowieka i osiągnięć gospodarczych przez wszystkich ludzi,
- Planeta (Planet) – obejmuje budowanie modelu rozwoju, który będzie sprzyjał wzrostowi gospodarczemu i większemu włączeniu społecznemu, a dodatkowo racjonalnemu wykorzystaniu zasobów środowiska naturalnego, co da efekt lepszej jakości życia i pomoże w rozwiązywaniu problemu ubóstwa,
- Dobrobyt (Prosperity) – zasada skupia się na przekształceniu gospodarek tak, aby sprzyjały tworzeniu nowych miejsc pracy, przy wykorzystaniu nowych technologii i potencjału biznesu, zapewnieniu dostępu do dobrej edukacji, opieki zdrowotnej czy infrastruktury,
- Pokój (Peace) – obejmuje budowanie pokoju oraz skutecznych, sprawiedliwych, otwartych i odpowiedzialnych instytucji, które będą gwarancją wzmocnienia roli prawa, włączenia społecznego i współdecydowania, dostępu do sprawiedliwości i niedyskryminowania kogokolwiek,
- Partnerstwo (Partnership) – stworzenie nowego globalnego partnerstwa, polegającego na solidarności, współpracy, odpowiedzialności i przejrzystości podejmowanych działań przez wszystkich interesariuszy na szczeblu zarówno globalnym, jak i lokalnym[14].

### Unijne programy zwalczania ubóstwa
Początkowo Unia Europejska nie uwzględniała wymiaru społecznego, który był zawarty w zapisie Traktatu Rzymskiego. Unia Gospodarcza i Walutowa w szybszym tempie rozwijały politykę gospodarczą, pomijając fakt zwiększania się integracji społecznej. W ten sposób powstały rozbieżności między polityką gospodarczą a społeczną. Polityka społeczna została wyraźnie podporządkowana celom polityki gospodarczej, a zwłaszcza temu, jak funkcjonował rynek pracy. Unijna polityka społeczna obejmuje głównie zagadnienia zatrudnienia. Punktem zwrotnym w działaniach zwalczającym ubóstwo oraz wykluczenie społeczne była tzw. Strategia Lizbońska – realizowana w latach 2000–2010. Po upływie tego czasu została zastąpiona przez program – Europa 2020.

#### Program Europa 2020
Jest nowym, długookresowym programem rozwoju społeczno-gospodarczego Unii Europejskiej na lata 2010–2020. Został zatwierdzony przez Radę Europejską 17 czerwca 2010 r.
Program zawiera trzy wzajemnie ze sobą powiązane priorytety:
- rozwój inteligentny – czyli rozwój gospodarki, która opiera się na wiedzy i innowacji,
- rozwój zrównoważony – wspieranie gospodarki, która korzysta efektywniej z zasobów, przez co jest bardziej przyjazna środowisku i konkurencyjna,
- rozwój sprzyjający – włączenie społeczne oznaczające wspieranie gospodarki o wysokim poziomie zatrudnienia, zapewniającej spójność społeczną i terytorialną.

Unia Europejska określiła nadrzędne cele, które mają zostać osiągnięte do 2020 roku:
- Zwiększenie wskaźnika zatrudnienia osób w wieku 20–64 lat do poziomu minimum 75%,
- Ograniczenie liczby osób żyjących poniżej krajowych granic ubóstwa o 25% (co poskutkuje wyciągnięciem z ubóstwa 20 mln ludzi),
- Uzyskanie poziomu 3% PKB przeznaczonego na inwestycje w badania i rozwój poprzez poprawę warunków dla inwestycji w B+R przez sektor prywatny,
- Osiągnięcie celów „20/20/20” w zakresie klimatu i energii, czyli redukcja emisji gazów cieplarnianych, wzrost udziału energii odnawialnych w całkowitym zużyciu oraz osiągnięcie 20% wzrostu w efektywniejszym wykorzystaniu energii (w tym ograniczenie emisji dwutlenku węgla o 30%, jeśli pozwolą na to warunki),
- Ograniczenie liczby osób przedwcześnie kończących naukę szkolną do 10% oraz zwiększenie liczby osób z młodego pokolenia, którzy posiadają wykształcenie wyższe o co najmniej 40%.

Powyżej wymienione cele są ze sobą wzajemnie powiązane i to właśnie od ich osiągnięcia zależeć będzie sukces Programu Europa 2020. Każde państwo członkowskie może dopasować strategię Europa 2020 do swojej szczególnej sytuacji, przekładając na krajowe cele i metody działania.